# اسمیل (فضاپیما)
اسمیل (به معنی لبخند) یا کاوشگر ارتباط بین باد خورشیدی مگنتوسفر یونوسفر که (SMILE) کوتاه‌شدهٔ نام کامل آن: Solar wind Magnetosphere Ionosphere Link Explorer است، یک پروژهٔ مشترک فضایی برنامه‌ریزی شده بین آژانس فضایی اروپا و آکادمی علوم چین است. اسمیل برای نخستین بار مَگنِتوسفِر را با پرتو ایکس نرم و پرتو فرابنفش در طول مدار تا ۴۰ ساعت در هر دور مداری تصویر برداری می‌کند و درک ما را از تعامل پویا بین باد خورشیدی و مغناطیس کرهٔ زمین بهبود می‌بخشد.پرسش‌های اصلی علمی مأموریت اسمیل این‌ها هستند:
- حالت‌های اساسی تعامل باد خورشیدی/ مغناطیس‌سپهر بر قسمت روز آن چیست؟
- توضیح چرخهٔ خردطوفان چیست؟
- چگونه توفان‌های ناشی از انبوه جرم تاج خورشیدی به وجود می‌آیند و رابطهٔ آن‌ها با خردطوفان‌ها چیست؟

انتظار می‌رود که راه‌اندازی در نوامبر ۲۰۲۳ انجام شود.